# Lijst van voetbalinterlands Nederland - Rusland (mannen)
Deze lijst van voetbalinterlands is een overzicht van alle officiële voetbalwedstrijden tussen de nationale teams van Nederland en Rusland. De landen hebben tot op heden drie keer tegen elkaar gespeeld. De eerste wedstrijd, een vriendschappelijk duel, was op 7 februari 2007 in Amsterdam. De laatste confrontatie, eveneens vriendschappelijk, was in Moskou op 20 augustus 2008.

## Wedstrijden
| № | № Int NED | Plaats    | Datum            | Competitie        | Wedstrijd           | Uitslag |
| - | --------- | --------- | ---------------- | ----------------- | ------------------- | ------- |
| 1 | 650       | Amsterdam | 7 februari 2007  | Vriendschappelijk | Nederland − Rusland | 4 − 1   |
| 2 | 670       | Bazel     | 21 juni 2008     | EK 2008           | Nederland − Rusland | 1 − 3   |
| 3 | 671       | Moskou    | 20 augustus 2008 | Vriendschappelijk | Rusland − Nederland | 1 − 1   |

## Samenvatting
| Competitie        | Totaal gespeeld | Winst Nederland | Gelijk | Winst Rusland | Doelsaldo Nederland – Rusland |
| ----------------- | --------------- | --------------- | ------ | ------------- | ----------------------------- |
| EK-eindronde      | 1               | 0               | 0      | 1             | 1 − 3                         |
| Vriendschappelijk | 2               | 1               | 1      | 0             | 5 − 2                         |
| Totaal            | 3               | 1               | 1      | 1             | 6 − 5                         |

Wedstrijden bepaald door strafschoppen worden, in lijn met de FIFA, als een gelijkspel gerekend.

## Details

### Eerste ontmoeting
| Vriendschappelijk (Amsterdam, Nederland, 7 februari 2007): |              | |
| Nederland | 4 – 1        | Rusland |
| Ryan Babel 68' Wesley Sneijder 71' Joris Mathijsen 80' Rafael van der Vaart 89' (pen.) | goals        | 76' Vladimir Bystrov |
| Marco van Basten | bondscoach   | Guus Hiddink |
| Maarten Stekelenburg Kew Jaliens Joris Mathijsen Wilfred Bouma Giovanni van Bronckhorst Denny Landzaat 46' Nigel de Jong 63' Clarence Seedorf 78' Rafael van der Vaart Jan Vennegoor of Hesselink 78' Dirk Kuijt 46' | opstellingen | Igor Akinfejev Aleksandr Anjoekov Denis Kolodin 69' Aleksej Berezoetski Joeri Zjirkov Vladimir Bystrov Igor Semsjov 58' Jegor Titov 45' Dinijar Biljaletdinov Ivan Sayenko 72' Andrej Arsjavin |
| Wesley Sneijder 46' Ryan Babel 46' David Mendes da Silva 63' Tim de Cler 78' Klaas-Jan Huntelaar 78' | wissels      | 45' Dmitri Sytsjov 58' Evgeniy Aldonin 69' Vasili Berezoetski 72' Roman Pavljoetsjenko |
| | gele kaarten | 90+2' Joeri Zjirkov |

### Tweede ontmoeting
| EK 2008 (Bazel, Zwitserland, 21 juni 2008): |              | |
| Nederland | 1 – 3        | Rusland |
| Ruud van Nistelrooij 86' | goals        | 56' Roman Pavljoetsjenko 112' Dmitri Torbinski 116' Andrej Arsjavin |
| Marco van Basten | bondscoach   | Guus Hiddink |
| Edwin van der Sar Khalid Boulahrouz 54' André Ooijer Joris Mathijsen Giovanni van Bronckhorst Dirk Kuijt 46' Nigel de Jong Rafael van der Vaart Orlando Engelaar 62' Wesley Sneijder Ruud van Nistelrooij | opstellingen | Igor Akinfejev Aleksandr Anjoekov Sergej Ignasjevitsj Denis Kolodin Joeri Zjirkov 81' Ivan Sayenko 69' Igor Semsjov Sergej Semak Konstantin Zyrjanov Andrej Arsjavin 115' Roman Pavljoetsjenko |
| Robin van Persie 46' John Heitinga 54' Ibrahim Afellay 62' | wissels      | 69' Dinijar Biljaletdinov 81' Dmitri Torbinski 115' Dmitri Sytsjov |
| Khalid Boulahrouz 50' Robin van Persie 55' Rafael van der Vaart 60' | gele kaarten | 71' Denis Kolodin 103' Joeri Zjirkov 111' Dmitri Torbinski |

### Derde ontmoeting
| Vriendschappelijk (Moskou, Rusland, 20 augustus 2008): |              | |
| Rusland | 1 – 1        | Nederland |
| Konstantin Zyrjanov 78' (pen.) | goals        | 24' Robin van Persie |
| Guus Hiddink | bondscoach   | Bert van Marwijk |
| Igor Akinfejev Renat Yanbayev Sergej Ignasjevitsj Denis Kolodin Joeri Zjirkov Vladimir Bystrov 63' Sergej Semak Igor Semsjov Konstantin Zyrjanov Andrej Arsjavin 84' Roman Pavljoetsjenko 39' | opstellingen | Maarten Stekelenburg John Heitinga André Ooijer Joris Mathijsen Giovanni van Bronckhorst 72' Robin van Persie Mark van Bommel 59' Rafael van der Vaart Nigel de Jong 84' Arjen Robben 59' Klaas-Jan Huntelaar |
| Nikita Bazhenov 39' Dmitri Torbinski 63' Roman Vorobyov 84' | wissels      | 59' Dirk Kuijt 59' Jan Vennegoor of Hesselink 72' Ibrahim Afellay 84' Demy de Zeeuw |
| Igor Semsjov 71' Dmitri Torbinski 90+1' | gele kaarten | 68' Jan Vennegoor of Hesselink |
| - Eerste duel van Nederland onder leiding van bondscoach Bert van Marwijk. |              | |